# (6441) Milenajesenská
6441 Milenajesenska (1988 RR2) – planetoida z pasa głównego asteroid okrążająca Słońce w ciągu 3,72 lat w średniej odległości 2,4 j.a. Odkryta 9 września 1988 roku.